# Śpiew „na wisoko”
Śpiew „na wisoko” (bułg. високо пеене, пеене на високо; trb. wisoko peene, peene na wisoko) – rodzaj tradycyjnego żeńskiego śpiewu polifonicznego wykonywanego we wsiach Dolen i Satowcza w obwodzie Błagojewgrad, w południowo-zachodniej Bułgarii.
W 2021 roku tradycja została wpisana na listę reprezentatywną niematerialnego dziedzictwa kulturowego UNESCO. Nazwa wpisu w języku angielskim to Visoko multipart singing from Dolen and Satovcha, South-western Bulgaria, zaś w języku bułgarskim – Високо многогласно пеене от Долен и Сатовча, Югозападна България (trb. Wisoko mnogogłasno peene ot Dolen i Satowcza, Jugozapadna Byłgarija).

## Charakterystyka
Wielogłosowy śpiew „na wisoko” lub „wysoki śpiew” (bułg. високо пеене, пеене на високо; trb. wisoko peene, peene na wisoko) jest archaiczną tradycją wokalną utrwaloną we wsiach Dolen i Satowcza, które znajdują się w obwodzie Błagojewgrad, w południowo-zachodniej Bułgarii, na pograniczu pasm górskich Pirynu i Rodopów, w krainie geograficznej o nazwie Czecz, niedaleko granicy z Grecją. Miejscowa ludność używa wobec tego śpiewu również określeń rukane (рукане), wikane (викане) oraz ikane (икане) oznaczających „wołanie”, „krzyk” i „płacz”.
W obu wioskach wykonywane są trzy rodzaje pieśni polifonicznych: w niskiej tonacji składającej się z ciągłej melodii śpiewanej w dwóch partiach wokalnych, śpiew w tonacji wysokiej składający się również z dwóch partii wokalnych z charakterystycznymi powtarzającymi się wykrzykami (bułg. провикване, prowikwane) na dwa głosy na samogłosce „i” wznoszonymi o oktawę wyżej niż ton podstawowy, po których następuje recytatywne wypowiadanie słów w niższym rejestrze oraz trzeci rodzaj pieśni, który łączy śpiew w niskim i wysokim rejestrze i obejmuje cztery partie wokalne (choć realnie wybrzmiewają trzy).
Wiodącą rolę odgrywa wodaczka (водачка), która melodyjnym głosem jako pierwsza nadaje ton śpiewu, właczaczki (влачачки) śpiewają drugi głos, natomiast rukaczki (рукачки) odpowiadają za wykrzyki „i-i-i”, podczas których stoją nieruchomo i wyprostowane.

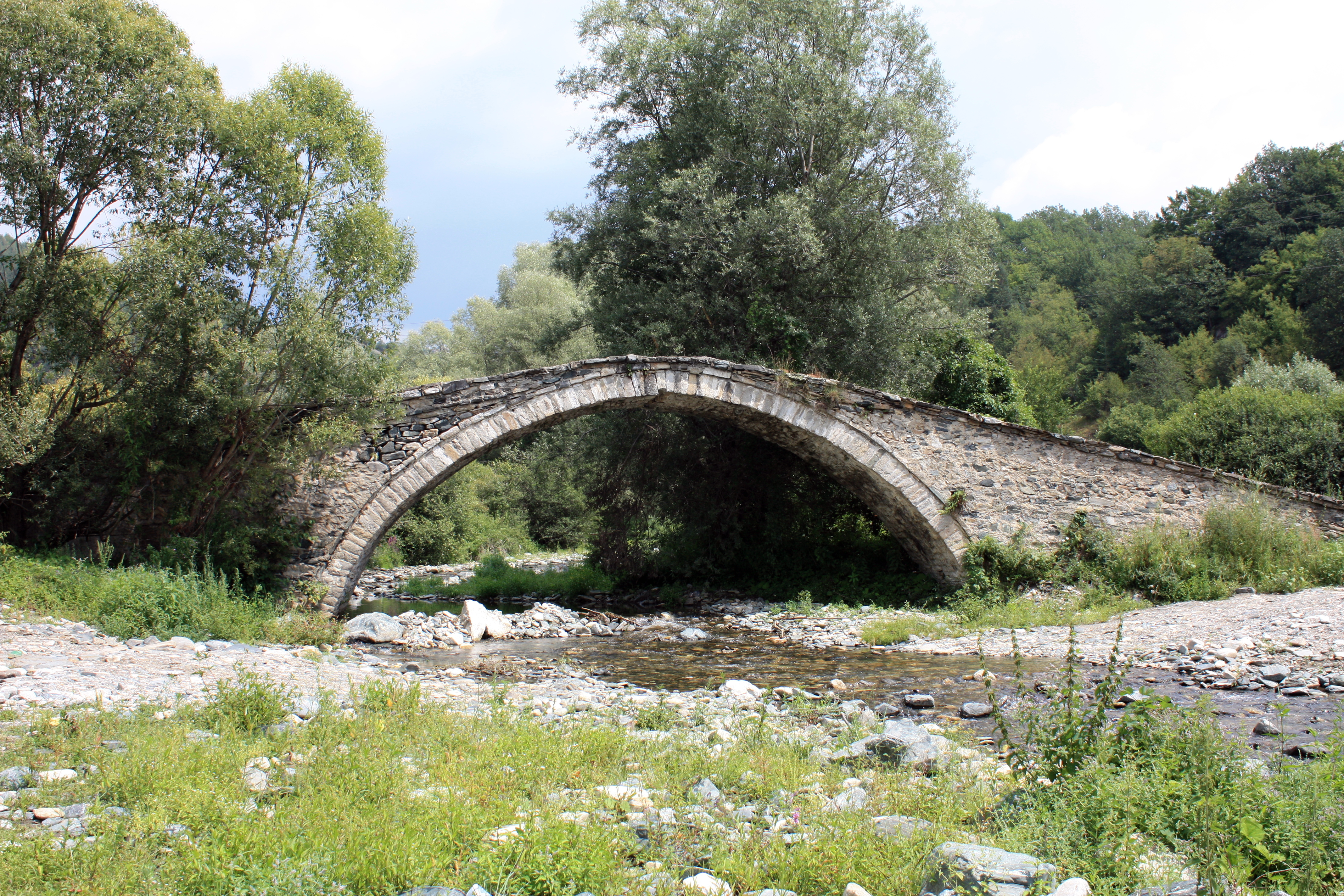
Most z czasów rzymskich nad rzeką Bistricą między wsiami Dolen i Satowcza (2013)

Dokładna data pojawienia się tej tradycji nie jest znana, wiadomo jednak, że „wysoki śpiew” najpierw wykonywany był we wsi Dolen, a następnie rozpowszechnił się w sąsiedniej Satowczy. Teksty pieśni wykonywanych „na wisoko” w swojej tematyce nawiązują najczęściej do przyrody. Niegdyś kobiety wykonywały je jako tzw. pieśni letnie podczas prac w polu. W samo południe rolniczki śpiewały pieśń Dojde wreme pładnina (Дойде време пладнина), zaś pod wieczór utwory Lesni sa, goro (Лесни са, горо) oraz Słynce se słaga nadwida (Слънце се слага надвида). W trakcie żniw chłopki z jednej wsi intonowały „wysoki śpiew”, zaś kobiety z drugiej wioski im odpowiadały. Podczas dożynek w tonacji „na wisoko” śpiewano pieśń Żyła Złata pszenica (Жъла Злата пшеница). Współcześnie głównymi wykonawczyniami pieśni w tej tonacji są kobiety i dziewczęta z grup wokalnych działających w domach kultury w obu wioskach.
Badania nad śpiewem „na wisoko” w latach 50. i 60. XX wieku prowadziła m.in. Rajna Kacarowa-Kukudowa.